# 118
Cette page concerne l'année 118  du calendrier julien. Pour l'année 118 av. J.-C., voir 118 av. J.-C. Pour le nombre 118, voir 118 (nombre).
L'année 118 est une année commune qui commence un vendredi.

## Événements
- Après le 28 mars : après avoir réprimé la révolte des Juifs en Égypte et en Cyrénaïque, le préfet d'Égypte Quintus Marcius Turbo est envoyé réprimer une révolte en Maurétanie ; à la fin de l'année, il est envoyé à la frontière du Danube[1].
- 9 juillet : retour d'Hadrien à Rome[2]. Il fait exécuter quatre sénateurs, Cornelius Palma, Publilius Celsus, Avidius Nigrinus et Lusius Quietus, tous ex-consuls, accusés de comploter contre lui (complot des consulaires)[3]. Ses relations avec le Sénat s’enveniment.

- Plus ancienne représentation connue de la brouette, sur une fresque tombale à Chengdu en Chine[4]

## Décès en 118
- Lusius Quietus, général romain.